# Бермбах, Грегор
Грегор Бермбах (нем. Gregor Bermbach; род. 17 февраля 1981, Бад-Райхенхалль, Бавария) — немецкий бобслеист, разгоняющий, выступает за сборную Германии с 2006 года. Серебряный призёр чемпионата мира, участник двух зимних Олимпийских игр.

## Биография
Грегор Бермбах родился 17 февраля 1984 года в городе Бад-Райхенхалль, Бавария. Выступать на профессиональном уровне начал в 2005 году, год спустя был взят в национальную команду Германии.
Первый серьёзный результат показал на Кубке мира 2008/09, одержав победу на двух этапах в состязаниях четвёрок. С 2009 года начал выступать в команде Карла Ангерера, но на чемпионате мира в Лейк-Плэсиде они приехали только девятыми, а в составе экипажей из четырёх человек вообще перевернулись в первом же заезде. В 2010 году Бармбах ездил со сборной на Олимпийские игры в Ванкувер, однако выступил там неудачно, в двойке сумев подняться до седьмого места, а в четвёрке — лишь до девятого.
В 2014 году Бермбах побывал на зимних Олимпийских играх 2014 года в Сочи, где закрыл десятку сильнейших в программе мужских четырёхместных экипажей.